# Мініатюрні військові ігри
Мініатюрні військові ігри — форма воєнної гри, в якій військові підрозділи представлені мініатюрними фізичними моделями на типовому полі бою. У мініатюрних військових іграх використовуються зразки солдатів, транспортних засобів і артилерії на типовому полі бою, причому головна привабливість полягає в розвазі, а не в функціональності. Мініатюрні військові ігри проводяться на спеціально створених полях бою, часто з модульною місцевістю, а абстрактне масштабування використовується для адаптації реальних полігонів до обмежень простору за столом. Використання фізичних моделей для представлення військових підрозділів контрастує з іншими настільними військовими іграми, які використовують абстрактні фігури, такі як лічильники або блоки, або комп'ютерними військовими іграми, які використовують віртуальні моделі. Основною перевагою використання моделей є занурення, хоча в деяких військових іграх розмір і форма моделей можуть мати практичні наслідки для перебігу гри. Розміри та розташування моделей мають вирішальне значення для вимірювання відстаней під час гри. Проблеми, пов'язані з масштабом і точністю, занадто сильно компрометують реалізм для більшості серйозних військових застосувань.
Мініатюрні військові ігри можуть бути на рівні сутички, де керують окремими воїнами, або на тактичному рівні, де командують групами. Більшість військових ігор є покроковими, що передбачають рух і бій, які вирішуються за допомогою арифметики та кидків кубиків. Сетинг гри визначає тип використовуваних юнітів, з популярними історичними темами, включаючи Другу світову війну, Наполеонівські війни та Громадянську війну в США, в той час як Warhammer 40,000 є провідним фентезійним сетингом. Моделі, історично виготовлені зі свинцю або олова, зараз зазвичай виготовляються з пластику або смоли, причому великі компанії віддають перевагу пластику через його переваги у масовому виробництві. Хоча деякі компанії продають попередньо пофарбовані моделі, більшість з них потребують складання та кастомізації гравцями. В історичних мініатюрних військових іграх використовуються загальні моделі, але фентезійні військові ігри, такі як Warhammer, мають власні моделі, що робить їх дорожчими.
Спільнота є соціальною, в якій значну роль відіграють конвенції та клуби. Малювання та складання моделей є невід'ємними аспектами хобі. Хобі приваблює насамперед старших ентузіастів через те, що вимагає часу, навичок і фінансових інвестицій.

## Огляд
Мініатюрна військова гра — гра з мініатюрними моделями солдатів, артилерії та техніки на моделі поля бою. Перевага використання моделей на противагу абстрактним фігурам в першу чергу естетична. Моделі пропонують візуально приємний спосіб ідентифікації підрозділів на полі бою. У більшості систем мініатюрних військових ігор сама модель може не мати значення з точки зору правил; що дійсно має значення, так це розміри основи, на якій модель встановлюється. Відстань між піхотними підрозділами вимірюється від основи моделі. Винятком з цієї тенденції можуть бути моделі транспортних засобів, таких як танки, які не потребують основи для стійкості і мають природну прямокутну форму; у таких випадках відстані між одиницями можуть вимірюватися від краю самої моделі. Деякі мініатюрні військові ігри використовують розміри моделі, щоб визначити, чи знаходиться ціль за укриттям на лінії вогню нападника.
Більшість мініатюрних військових ігор є покроковими. Гравці по черзі переміщують свої моделі воїнів по модельному полю бою та оголошують атаки на супротивника. У більшості мініатюрних військових ігор результати боїв між юнітами вирішуються за допомогою простих арифметичних дій, зазвичай у поєднанні з кидками кубиків або гральними картами.
Всі історичні військові ігри мають сетинг, який базується на певній історичній епосі війни. Сетинг визначає, які юніти гравці можуть задіяти у своєму матчі. Наприклад, у військовій грі, присвяченій наполеонівським війнам, повинні використовуватися моделі солдатів наполеонівської епохи, які озброєні мушкетами та гарматами, а не списами чи автоматичними гвинтівками. Фентезі-військова гра має вигадане місце дії і тому може мати вигадане або анахронічне озброєння, але місце дії має бути достатньо схожим на реальну історичну епоху війни, щоб зберегти розумний ступінь реалізму. Наприклад, Warhammer Age of Sigmar здебільшого засновано на середньовічній війні, але містить надприродні елементи, такі як чарівники та дракони. Найпопулярнішими історичними сценаріями є Друга світова війна, Наполеонівські війни та Громадянська війна в США (у такому порядку). Найпопулярнішим фентезі-сеттингом є Warhammer 40,000.
Мініатюрні військові ігри проводяться або на рівні сутички, або на тактичному рівні. На рівні сутички гравець керує воїнами індивідуально, тоді як у тактичній грі він або вона керує групами воїнів — як правило, моделі воїнів встановлюються групами на одній базі. Мініатюрні військові ігри не проводяться на стратегічному або оперативному рівні, тому що в такому масштабі моделі стають непомітно крихітними.
У мініатюрні військові ігри зазвичай грають для розваги, оскільки фізичні обмеження середовища не дозволяють їм достатньо точно представляти сучасну війну для використання у військовому навчанні та дослідженнях (див. розділ про абстрактне масштабування). Історичним винятком є військово-морські ігри до появи комп'ютерів.

## Моделі
Історично ці моделі зазвичай виготовляли з олова або свинцю, але сьогодні їх зазвичай роблять з полістиролу або смоли. Пластикові моделі дешевші у масовому виробництві, але вимагають більших інвестицій, оскільки для них потрібні дорогі сталеві форми. Свинцеві та олов'яні моделі, навпаки, можна відливати в дешевих гумових формах. Великі фірми, такі як Games Workshop, вважають за краще виробляти пластикові моделі, тоді як менші фірми з меншими коштами віддають перевагу металевим моделям.
Фігурки для військових ігор часто мають нереалістичні пропорції тіла. Їхні руки можуть бути надто великими, а гвинтівки — надто товстими. Однією з причин цього є прагнення зробити моделі більш міцними: товсті деталі з меншою ймовірністю зігнуться або зламаються. Інша причина полягає в тому, що методи виробництва часто передбачають мінімальну товщину для лиття, оскільки розплавленому пластику важко протікати через тонкі канали у формі. Нарешті, дивні пропорції можуть насправді зробити модель кращою для її розміру, акцентуючи певні особливості, на яких фокусується людське око.

### Збірка та фарбування
Моделі для військових ігор часто продаються частинами. У випадку з пластиковими моделями, вони зазвичай ідуть ще прикріпленими до литва. Від гравця вимагається вирізати деталі та склеїти їх між собою. Це звична практика, адже іноді модель неможливо виготовити цілком, а продаж деталей у розібраному вигляді дозволяє заощадити на трудовитратах. Зібравши модель, гравець повинен пофарбувати її, щоб зробити її більш презентабельною і легше ідентифікувати на ігровому столі. Зрозуміло, що час і навички, пов'язані зі складанням і фарбуванням моделей, відлякують багатьох людей від мініатюрних військових ігор. Деякі фірми намагаються вирішити цю проблему, продаючи заздалегідь зібрані та пофарбовані моделі, але це рідкість, оскільки за сучасних технологій важко масово виробляти готові до гри мініатюри, які були б одночасно дешевими і відповідали б красі моделей, розфарбованих вручну. Інші варіанти для гравців — купувати готові моделі вживаних або найняти професійного маляра.

### Запатентовані моделі проти загальних моделей
Історичні мініатюрні військові ігри зазвичай розробляються з використанням типових моделей. Як правило, неможливо захистити авторське право на зовнішній вигляд історичного солдата. Наприклад, будь-хто може вільно виготовляти мініатюрні моделі наполеонівських піхотинців. Таким чином, гравець у військову гру наполеонівської епохи може отримати свої моделі від будь-якого виробника, який виробляє наполеонівські моделі у необхідному масштабі. Отже, розробнику історичної військової гри важко, якщо не неможливо, зобов'язати гравців купувати моделі певного виробника. На відміну від них, у фентезійних військових іграх беруть участь вигадані воїни, а вигадані персонажі можуть бути захищені авторським правом. Включаючи оригінальних персонажів у свою військову гру, розробник військової гри може зобов'язати гравців купувати їхні моделі у певного виробника, який має ліцензію на виробництво необхідних моделей. Прикладом цього є Warhammer 40,000, в якій є багато оригінальних персонажів, що мають особливу естетику, і Games Workshop та її дочірні компанії зберігають за собою ексклюзивне право на виробництво моделей цих персонажів. Моделі Games Workshop, як правило, дорогі, тому що конкуруючі виробники не мають права пропонувати дешевші копії офіційних моделей Warhammer 40,000. Хоча ніщо не заважає гравцям використовувати іноземні моделі (дженерики або пропрієтарні моделі з інших військових ігор), це може зіпсувати естетичний вигляд і спричинити плутанину.

## Ігрове поле

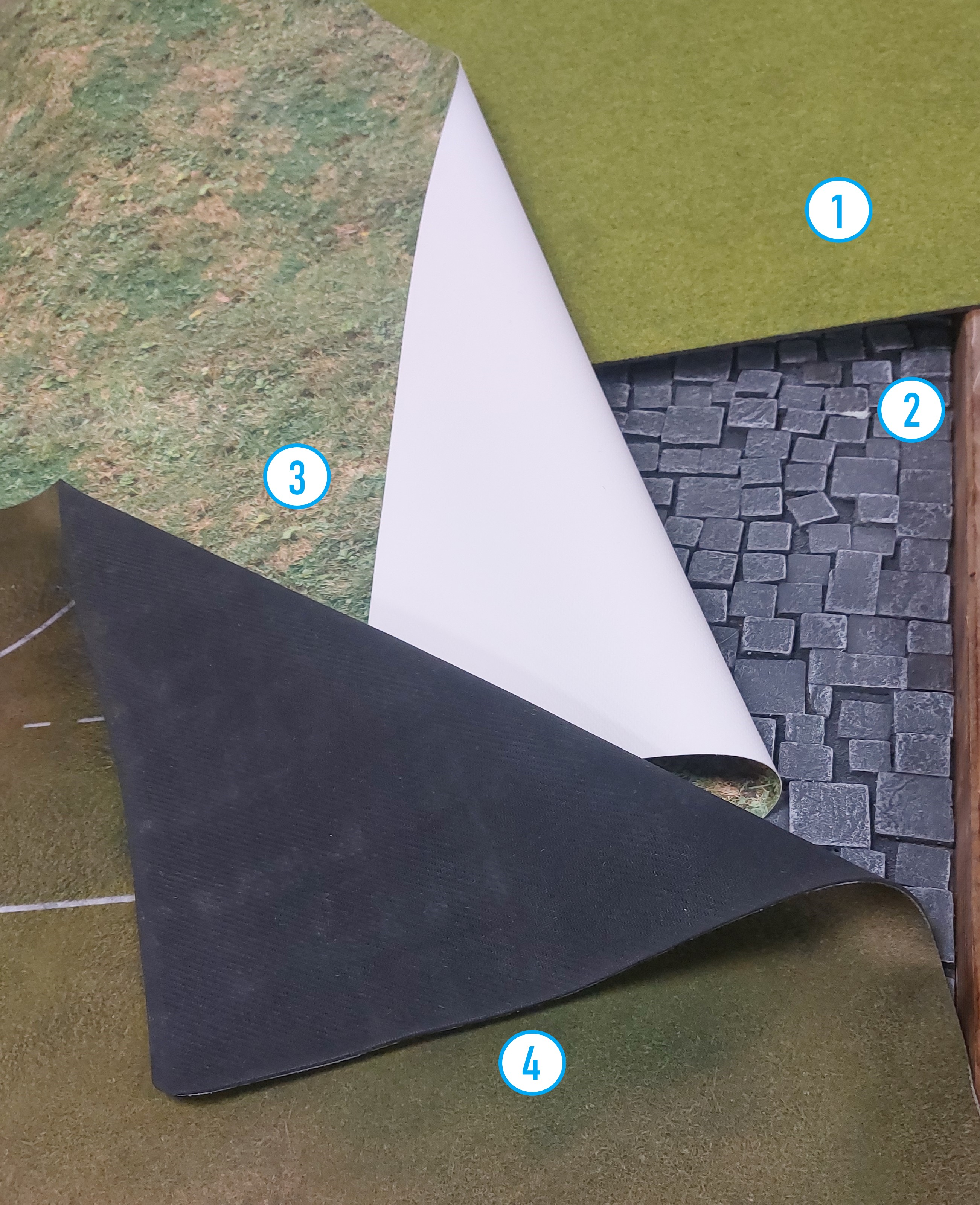
Різні поверхні ігрових столів
1: Ігрова дошка зі штучною травою
2: Модельна ігрова пластина
3: Пластиковий килимок із надрукованою травою
4: Килимок для миші з принтом трави

Мініатюрна військова гра проводиться на моделі поля бою. Модель поля бою зазвичай встановлюється на столі. Що стосується розміру, то кожна частина поля бою повинна бути в межах витягнутої руки гравців; рекомендується ширина в чотири фути.
У більшість мініатюрних військових ігор грають на спеціально створених полях битв, створених за допомогою модульних моделей місцевості.
Історичні варгеймери іноді відтворюють історичні битви, але це трапляється відносно рідко. Гравці частіше надають перевагу розробці власних сценаріїв. Перша перевага полягає в тому, що вони можуть розробити сценарій, який відповідає ресурсам, які вони мають під рукою, тоді як реконструкція історичної битви може вимагати від них придбання додаткових моделей і книг правил, і, можливо, більшого ігрового столу. Друга перевага полягає в тому, що вигаданий сценарій може бути розроблений таким чином, що усі гравці мають однакові шанси на перемогу.
Мініатюрні військові ігри рідко проводяться в міському середовищі. Перша причина полягає в тому, що до моделей важче дістатися, коли на шляху багато будівель. Інша причина полягає в тому, що будівлі можуть підкреслити абстрактний масштаб, в якому відбувається військова гра. Наприклад, у 28-міліметровій військовій грі Bolt Action дальність стрільби з гвинтівки становить 24 дюйми, що ледве перевищує довжину кількох будинків у 28-міліметровому масштабі. У міському середовищі стрілець не зможе влучити в ціль у дальньому кінці маленької вулички, що руйнує ілюзію реалістичності.

## Масштаб

### Розмір моделі

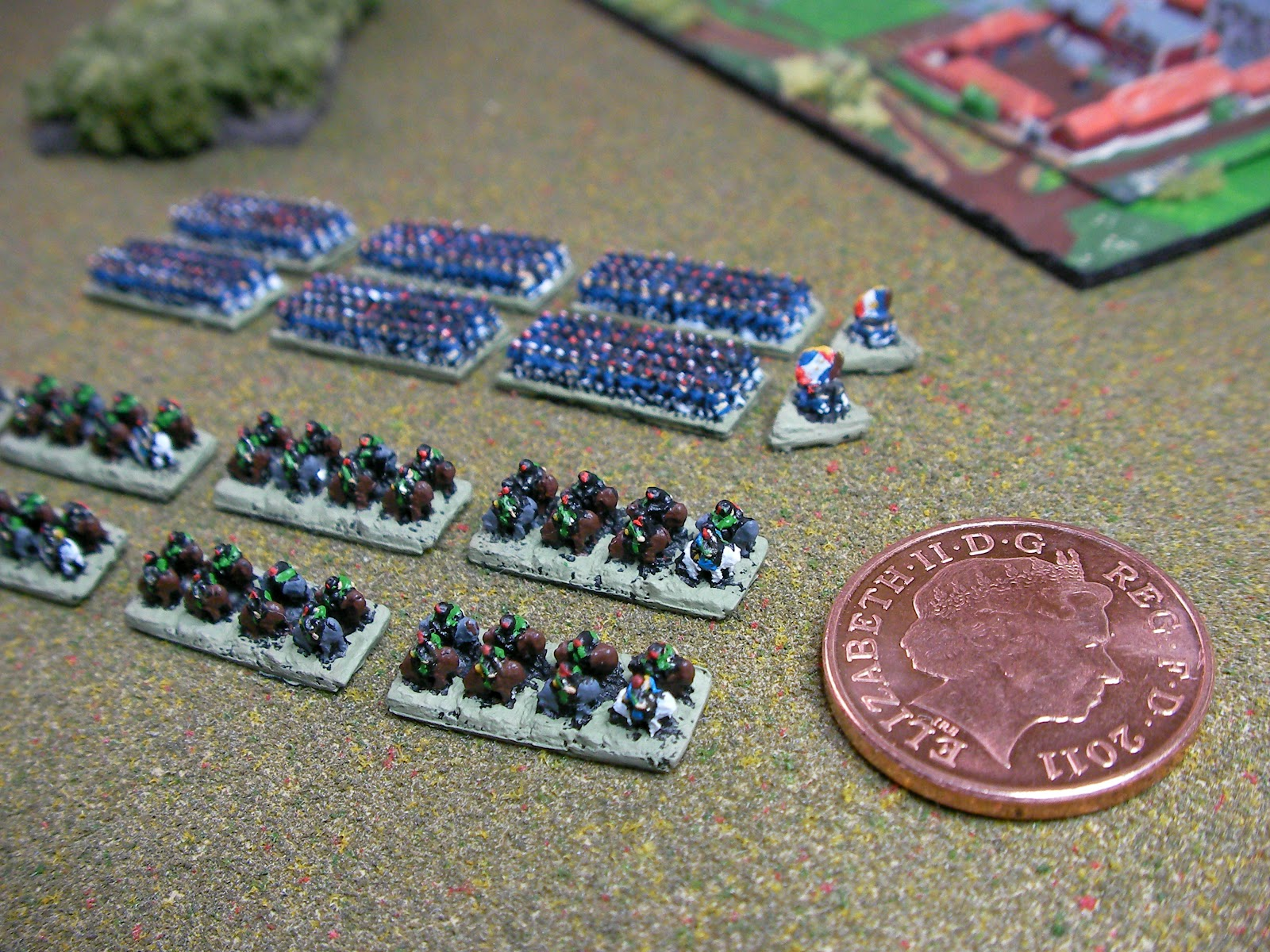
2 мм моделі для військових ігор.

Масштаб моделі автомобіля можна виразити як масштабне співвідношення. Співвідношення в масштабі 1:100 означає, що 1 см означає 100 см; у цьому масштабі, якщо модель автомобіля має 4,5 см завдовжки, то це справжній автомобіль 4,5 м завдовжки.
Коли мова йде про фігурки людей, найкращим способом вираження масштабу є висота фігурки в міліметрах. Стандартизованої системи вимірювання розмірів фігурок у військово-ігровому хобі не існує. Деякі виробники вимірюють висоту фігурки до маківки голови, тоді як інші можуть вимірювати її до очей (останнє більш доречно, якщо фігурка одягнена в капелюх). Крім того, заявлений масштаб моделі може не відповідати її реальному масштабу. Для того, щоб виділити свою продукцію серед конкурентів, деякі виробники роблять моделі трохи більшими, наприклад, модель певного виробника, яка рекламується як придатна для 28-мм військових ігор, насправді може бути 30-мм заввишки. Це робить модель більш вражаючою і дозволяє зробити її більш деталізованою.
Виробники загальних моделей для бойових ігор зазвичай зобов'язані створювати свої моделі в певному стандартному масштабі, щоб забезпечити сумісність із сторонніми військовими іграми. Виробники, які виготовляють пропрієтарні моделі, призначені виключно для використання в певній військовій грі, не мають такого занепокоєння. Наприклад, Warhammer 40,000 офіційно не має шкали. Він не повинен відповідати стандартному масштабу, оскільки Games Workshop є ексклюзивним виробником офіційних моделей Warhammer 40 000, ці моделі призначені виключно для використання в Warhammer 40 000, а Games Workshop не хоче, щоб гравці використовували іноземні моделі від інших виробників.
| мм      | 90   | 54   | 45   | 28   | 25,4 (1 дюйм) | 25   | 20   | 15    | 6     | 2     |
| масштаб | 1:20 | 1:32 | 1:40 | 1:64 | 1:72          | 1:73 | 1:89 | 1:120 | 1:300 | 1:890 |

### Абстрактне масштабування
Більшість мініатюрних військових ігор не мають абсолютного масштабу, тобто там, де фігурки, рельєф, рух і дальність стрільби відповідають єдиному масштабу. Це значною мірою через необхідність стиснути битву в обмежений простір поверхні столу. Натомість мініатюрні військові ігри віддають перевагу використанню абстрактного масштабування.
Наприклад, 28 мм модель стрільця реально мала б бути в змозі вразити ціль з відстані 20 футів, але це більше, ніж більшість таблиць. Мініатюрна військова гра не була б дуже веселою, якби моделі могли стріляти одна в одну з протилежних кінців столу, і таким чином не маневрувати на полі бою. 28 mm гра Bolt Action вирішує цю проблему, стискаючи радіус дії гвинтівки лише до 24 дюймів; так само дальність стрільби пістолета-кулемета становить 12 дюймів, а стрільба пістолета — 6 дюймів. Ці діапазони можуть бути нереалістичними, але принаймні їхні пропорції мають інтуїтивний сенс, створюючи ілюзію реалістичності.
Абстрактне масштабування також може бути застосоване до фігурок і особливостей місцевості, наприклад, моделі будинків і дерев можуть бути трохи меншого розміру порівняно з масштабом, щоб звільнити більше місця на столі для воїнів. Як і мудрі моделі, фігурки часто будуть завеликими для даного масштабу, наприклад, у багатьох іграх використовуються 25-міліметрові фігурки, що відповідають масштабу 1:60, коли гра відбувається у більшому масштабі, наприклад, 1:360.

### Час
Більшість мініатюрних військових ігор не мають фіксованої шкали часу (тобто, скільки секунд триває хід). Більшість правил військових ігор натомість надають перевагу визначенню того, як далеко юніт може переміститися за хід, і цей діапазон переміщення пропорційний розміру типового ігрового столу. Наприклад, Bolt Action встановлює діапазон руху в шість дюймів за хід для більшості юнітів.

## Правила
Існує багато мініатюрних правил для військових ігор, не всі з яких наразі надруковані, зокрема деякі доступні безкоштовно в інтернеті; багато геймерів також пишуть свої власні, створюючи так звані «домашні правила» або «клубні набори». Більшість правил призначені для певного історичного періоду або вигаданого жанру. Правила також відрізняються за масштабом моделі, яку вони використовують: одна піхотна фігурка може представляти одну людину, один загін або набагато більшу кількість реальних військ.
Воєнна гра загалом завдячує своїм походженням військовим симуляторам, найвідомішою з яких є прусська система навчання персоналу Kriegsspiel. Отже, розробники правил борються з передбачуваним обов'язком фактично «симулювати» щось і з рідко сумісною необхідністю створити приємну «гру». Історичні битви рідко були справедливими чи рівномірними, і потенційні деталі, які можна використати, щоб відобразити це в наборі правил, завжди відбуваються за рахунок темпу гри та задоволення. У книзі видавництва Osprey Publishing про битву при Кресі, із серії історичних кампаній, включено детальний розділ про бойові ігри, у якому Стюарт Асквіт пише:
При відтворенні конкретної битви важливо дотримуватися якомога ближче до оригінальної історичної битви. Контраргумент полягає в тому, що воїн(и) знає, хто переможе. Справедливе зауваження, але знання результату будь-якої битви зазвичай не заважає читати про неї, тож чому таке знання має забороняти відтворення бою?
Він додає, що якщо не відтворити хоча б початкові ходи, «то цікава середньовічна битва цілком може відбутися, але це не буде відтворенням Кресі». Отже, правила, орієнтовані на непрофесійний ринок хобі, неминуче містять абстракції. Як правило, саме в області свободи абстракції, яку беруть на себе дизайнери, можна знайти відмінності між правилами. Більшість з них слідують випробуваним і вірним конвенціям до такої міри, що шахіст визнав би військову гру як масштабовану версію шахів.

### Рольові ігри
У 1960-х і 1970-х роках з'явилися дві нові тенденції у військовій грі: По-перше, це були набори правил для малих підрозділів, які дозволяли окремим гравцям зображати малі підрозділи аж до однієї фігурки. Ці правила відповідно розширювали можливості малих підрозділів, збільшуючи їхній вплив на загальну битву.
Другим був інтерес до фентезійних мініатюрних військових ігор. Роман Дж. Р. Р. Толкіна «Гобіт, або Туди і звідти» і його епічний цикл «Володар перснів» викликали великий інтерес у Сполучених Штатах, і в результаті були швидко розроблені правила для гри у військові ігри середньовіччя та римської епохи, де ці епохи раніше здебільшого ігнорувалися на користь наполеонівських ігор та ігор Громадянської війни в США.
Обидві тенденції об’єдналися на початку 1970-х років. Перший відомий випадок з 1970 року — це набір правил Лена Патта, опублікований у бюлетені The Courier Асоціації Wargames Нової Англії. У 1971 році набір правил середньовічної мініатюри під назвою Chainmail, опублікований крихітною компанією під назвою Guidon Games зі штаб-квартирою в Белфасті, штат Мен включав фентезійний додаток із детальним описом правил битви за участю фантастичних істот. Пізніше, у 1974 році, дизайнер TSR Гері Гайгекс написав набір правил для окремих персонажів під назвою Chainmail і назвав його Dungeons & Dragons. Далі пішов розвиток, і захоплення рольовими іграми швидко відрізнилося від хобі військових ігор, яке йому передувало.

### Військово-морські ігри
Незважаючи на меншу популярність, ніж військові ігри, дія яких відбувається на суші, морські бойові ігри все ж користуються певною підтримкою в усьому світі. Моделі кораблів давно використовувалися для бойових ігор, але саме впровадження складних правил на початку ХХ століття зробило це хобі більш популярним. Невеликі мініатюрні кораблі, часто в масштабі 1:1200 і 1:1250, маневрували на великих ігрових поверхнях, щоб відтворити історичні битви. До Другої світової війни їх продавали громадськості такі фірми, як Bassett-Lowke в Англії та німецька компанія Wiking. Після Другої світової війни кілька виробників розпочали бізнес у Німеччині, яка залишається центром виробництва донині, тоді як інші компанії розпочали роботу в Англії та Сполучених Штатах.
Правила можуть сильно відрізнятися між ігровими системами; як за складністю, так і за епохою. Історичні набори правил варіюються від стародавніх і середньовічних кораблів до флоту епохи вітрил і сучасної епохи. Часто любителям доводиться надавати власні моделі кораблів. Гра 1972 року Don't Give Up The Ship!, передбачала олівець і папір, шестигранні кубики, лінійки та транспортири та моделі кораблів, в ідеалі масштабу 1:1200. Правила охоплюють пошкодження, затоплення, пожеж, зламаних щогл і абордажу. Гральний кубик визначав швидкість і напрямок вітру, а отже швидкість корабля та використання його гармати, вимірюючи кути транспортиром.
У військово-морських іграх сучасності General Quarters, в основному (хоча не виключно) з використанням шестигранних кубиків, зарекомендував себе як один із провідних наборів правил часів Першої та Другої світових війн.
Деякі наземні мініатюрні військові ігри також були адаптовані до військово-морських ігор. Наприклад, All at Sea — це адаптація правил стратегічної бойової гри The Lord of the Rings для морських конфліктів. Механіка гри зосереджена навколо абордажних груп із варіантами таранних дій і облогових машин. Таким чином, коефіцієнт масштабу корабля відповідає мініатюри масштабу 25 мм, які використовувалися у «Володарі кілець». Моделі кораблів будують любителі, як звичайні мініатюрні місцевості, такі як «великі кораблі» Пеларгіра, коги Дол Амрота та галеаси Корсара.

### Повітряні військові ігри

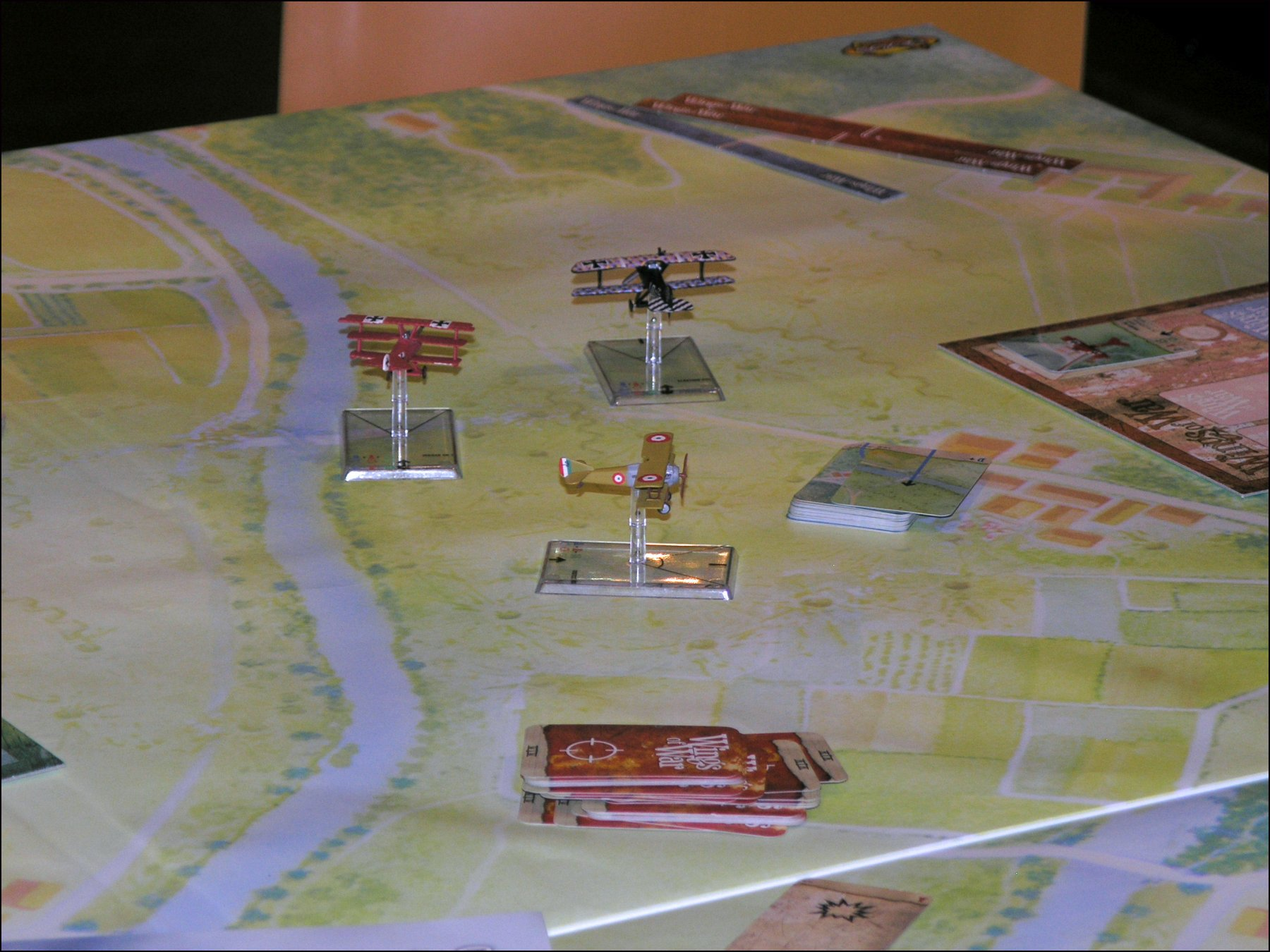
Wings of War, яка імітує повітряний бій Першої світової війни.

Повітряні бої, як і військово-морські, є меншою нішею у великому захопленні мініатюрними військовими іграми. Повітряні бої розвинулися за відносно короткий час у порівнянні з морськими або наземними війнами. Таким чином, повітряна війна має тенденцію розпадатися на три великі періоди:
- Перша світова війна — від перших днів повітряних боїв до 1920-х років
- Друга світова війна — 1930-ті — початок 1950-х років
- «Сучасний» — ракетний вік

Крім того, існують ігри з наукової фантастики та «альтернативної історії», такі як Aeronefs та ігри у всесвіті Crimson Skies.

## Історія

### Прекурсори
Військові ігри були винайдені в Пруссії наприкінці XVIII століття. Перші ігрибули засновані на шахах; фігури представляли реальні військові підрозділи (артилерія, кавалерія тощо), а квадрати на дошці мали кольорове кодування для представлення різних типів місцевості. Пізніше у військових іграх використовувалися реалістичні карти, по яких військові частини могли пересуватися у вільній формі, а замість шахових фігур використовувалися маленькі прямокутні блоки, тому що в них грали в менших масштабах (наприклад, 1:8000). Прусська армія офіційно прийняла військові ігри як інструмент навчання у 1824 році. Після того, як Пруссія перемогла Францію у Франко-прусській війні 1870 року, військові ігри поширилися по всьому світу, і в них з ентузіазмом грали як офіцери, так і цивільні.

### Народження
У 1881 році шотландський письменник Роберт Луїс Стівенсон став першою задокументованою людиною, яка використовувала іграшкових солдатиків у військовій грі, і, отже, він міг бути винахідником мініатюрної військової гри, хоча він ніколи не публікував своїх правил. За словами його пасинка, вони були дуже складними та реалістичними, нарівні з німецькими військовими іграми. Стівенсон грав у свою військову гру на підлозі, на мапі, намальованій крейдою.

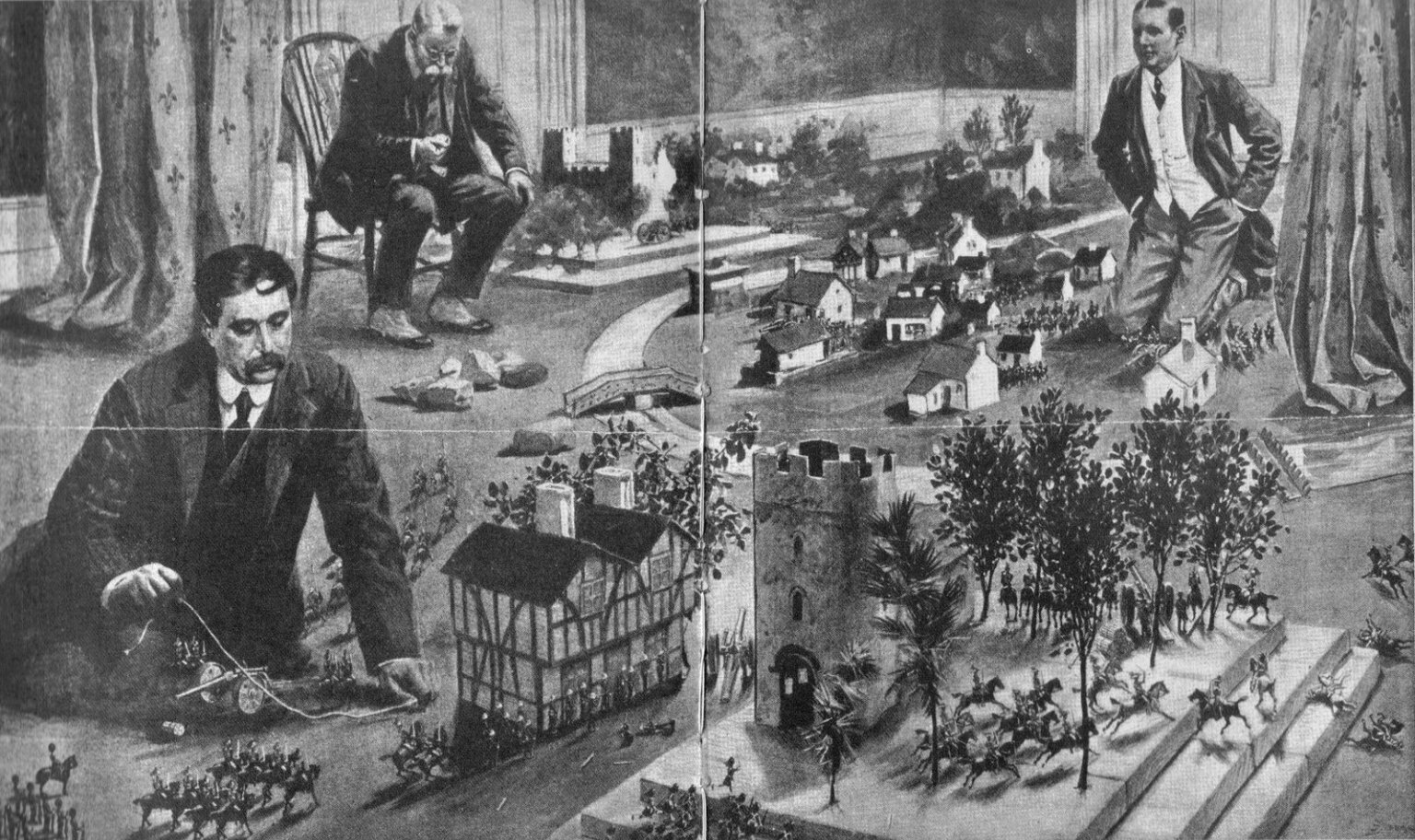
Герберт Веллс і його друзі грають у «Маленькі війни».

Англійський письменник Герберт Веллс розробив власні кодифіковані правила гри з іграшковими солдатиками, які він опублікував у книзі під назвою «Маленькі війни» (1913). Книгу широко пам'ятають як перший збірник правил для мініатюрних військових ігор. Правила «Маленьких війн» були дуже простими, щоб зробити гру цікавою і доступною для всіх. У «Маленьких війнах» не використовувалися кістки або обчислення для вирішення бою. Для артилерійських атак гравці використовували пружинні іграшкові гармати, які стріляли маленькими дерев'яними циліндрами, щоб фізично перекинути ворожі моделі. Що стосується піхоти та кавалерії, то вони могли брати участь лише в рукопашному бою (навіть якщо фігурки демонстрували вогнепальну зброю). Коли два піхотні підрозділи билися в тісному бою, вони зазнавали невипадкових втрат, що визначалися їхніми відносними розмірами. Правила «Маленьких війн» були розроблені для великого ігрового поля, такого як галявина або підлога великої кімнати, тому що іграшкові солдати, доступні Веллсу, були занадто великими для настільної гри. Піхотинець міг пересуватися на один фут за хід, а кавалерист — на два фути за хід. Для вимірювання цих відстаней гравці використовували шматок мотузки довжиною два фути. Веллс також був першим гравцем, який використав моделі будівель, дерев та інших об'єктів місцевості для створення тривимірного поля бою.
Правила Веллса довгий час вважалися стандартною системою, за якою оцінювали інші мініатюрні військові ігри. Однак, спільнота мініатюрних військових ігор, що зароджувалася, ще довго залишалася дуже маленькою. Можливою причиною цього були дві світові війни, які дегламуризували війну та спричинили дефіцит олова та свинцю, що зробило моделі солдатиків дорогими. Іншою причиною, можливо, була відсутність журналів або клубів, присвячених мініатюрним військовим іграм. Мініатюрні військові ігри розглядалися як ніша в більшому хобі створення та колекціонування моделей солдатів.

### Післявоєнне зростання
У 1955 році американець Джек Скрабі почав виготовляти недорогі мініатюрні моделі для мініатюрних військових ігор з типового металу. Основний внесок Скрабі у розвиток мініатюрних військових ігор полягав у створенні мережі гравців по всій Америці та Великій Британії. На той час спільнота любителів мініатюрних військових ігор була мізерною, і гравцям було важко знайти один одного. У 1956 році Скрабі організував перший в Америці з'їзд любителів мініатюрних військових ігор, на якому були присутні лише чотирнадцять осіб. З 1957 по 1962 рік він сам видавав перший у світі журнал про мініатюрні військові ігри під назвою The War Game Digest, в якому гравці могли публікувати свої правила та ділитися звітами про ігри. Журнал мав менше двохсот передплатників, але він створив спільноту, яка продовжувала зростати.
Приблизно в той самий час у Великій Британії Дональд Фезерстоун почав писати впливову серію книг про військові ігри, яка стала першим масовим опублікованим внеском у військові ігри з часів «Маленьких війн». Серед них: «Військові ігри» (1962), «Просунуті військові ігри», «Соло військові ігри», «Військові кампанії», «Битви з моделями танків», «Сутички у військових іграх». Популярність цих ігор була настільки великою, що й інші автори мали змогу видавати ігри у жанрі військових ігор. Така кількість опублікованих ігор британських авторів у поєднанні з появою одночасно кількох виробників, що пропонують відповідні мініатюри для військових ігор (наприклад, Miniature Figurines, Hinchliffe, Peter Laing, Garrison, Airfix, Skytrex, Davco, Heroic & Ros), призвела до величезного сплеску популярності хобі наприкінці 1960-х і в 1970-х роках.
У 1956 році Тоні Бат опублікував перший набір правил для мініатюрної військової гри в період середньовіччя. У 1971 році Гері Гайгекс розробив власну мініатюрну бойову систему для середньовічної війни під назвою Chainmail. Пізніше Гайгекс створив додаток для Chainmail, який додав магію та фантастичних істот, що зробило це першою фентезійною мініатюрною військовою грою. На цю добавку надихнула зростаюча популярність романів Джона Рональда Руела Толкіна «Володар перснів».
Пізніше Гігакс продовжив розробку першої настільної рольової гри: Dungeons & Dragons. Dungeons & Dragons була сюжетною грою, але адаптувала правила бойових ігор, щоб моделювати бої, у які гравці могли брати участь. У битвах у Dungeons and Dragons рідко брали участь більше десятка бойовиків, тому правила бою були розроблені таким чином, щоб моделювати можливості воїнів дуже детально. Строго кажучи, у Dungeons & Dragons не потрібні мініатюрні моделі для гри, але багато гравців виявили, що використання мініатюрних моделей робить бої легшими для арбітражу та більш захоплюючими.

### Комерційні військові ігри з пропрієтарними моделями
У 1983 році британська компанія під назвою Games Workshop випустила фентезійну мініатюрну військову гру під назвою Warhammer Fantasy Battle, яка була першою мініатюрною військовою грою, розробленою для використання власних моделей. У той час Games Workshop виготовляв мініатюрні моделі для використання в Dungeons & Dragons. Warhammer мав на меті спонукати клієнтів купувати більше таких моделей. Тоді як у Dungeons & Dragons мініатюрні моделі були необов'язковими, Warhammer обов'язково їх використовував, і битви, як правило, були масштабнішими. Спочатку Warhammer мав застарілу вигадану обстановку та використовував загальних стандартних персонажів, звичайних для фантастичної фантастики, але з часом Games Workshop розширила обстановку оригінальними персонажами з характерним візуальним дизайном. Офіційна лінійка моделей Games Workshop для Warhammer згодом набула такого характерного вигляду, що конкуруючі виробники не могли виготовити схожі на вигляд моделі, не ризикуючи судовим позовом через порушення авторських прав. Хоча ніщо не заважало гравцям Warhammer використовувати іноземні моделі від сторонніх виробників, це могло зіпсувати естетику та викликати плутанину.
У 1987 році Games Workshop випустив науково-фантастичний допоміжний продукт Warhammer під назвою Warhammer 40,000. Як і Warhammer, Warhammer 40 000 зобов'язав гравців купувати пропрієтарні моделі в Games Workshop. Warhammer 40,000 став навіть успішнішим за Warhammer. Успіх ігор Warhammer сприяв продажам лінійки ігрових моделей Games Workshop.
Інші ігрові компанії прагнули наслідувати бізнес-модель Games Workshop. Приклади включають Mantic Games, Fantasy Flight Games, Privateer Press і Warlord Games, усі з яких випустили власні мініатюрні бойові ігрові системи, розроблені для стимулювання продажів їхніх відповідних ліній власних ігрових моделей. Ця бізнес-модель виявилася прибутковою, і завдяки маркетинговим ресурсам цих компаній науково-фантастичні/фентезійні військові ігри за популярністю витіснили історичні військові ігри.

## Спільнота і культура

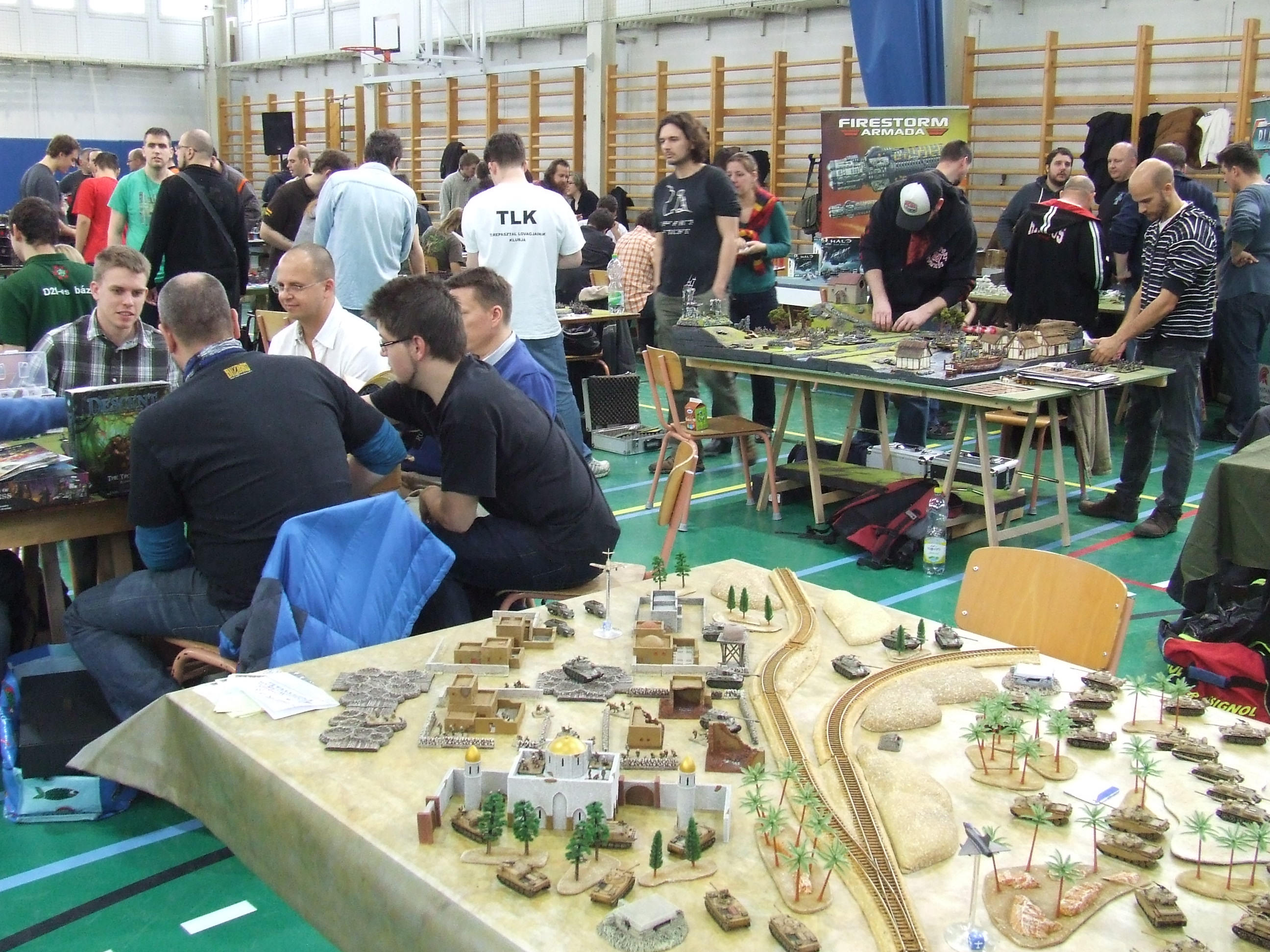
Мініатюрна конвенція з бойових ігор (Games Day Budapest 2015).

Гравці мініатюрних військових ігор, як правило, більш екстравертні, ніж гравці настільних та комп'ютерних військових ігор. Гравці мініатюрних військових ігор зобов'язані зустрічатися особисто і грати в одній кімнаті за одним столом, тоді як у настільні військові ігри можна грати за допомогою листування, а в комп'ютерні — онлайн; тому мініатюрні військові ігри надають перевагу комунікабельності (це дещо змінилося з початком пандемії COVID-19. Варгеймери (мініатюрні та настільні) стали досить винахідливими у розробці способів грати в ігри, зберігаючи при цьому соціальну дистанцію).
Отже, конвенції та клуби є важливими для спільноти варгеймерів. Деякі конвенції стали дуже великими, як, наприклад, Gen-Con, Origins та Historicon Ігрового товариства історичних мініатюр, який називають «матір'ю всіх конвенцій з військових ігор». Гравці також, як правило, середнього або старшого віку. Однією з причин є те, що це хобі дороге і потребує вищого наявного доходу, який зазвичай мають літні люди.

### Причини явища
- Інтелектуальний виклик. Ці ігри вимагають від гравців стратегічного мислення, тактичного планування та прийняття рішень в умовах обмеженої інформації та ресурсів. Розробка ефективних бойових порядків, передбачення дій противника та адаптація до мінливої ситуації на полі бою забезпечують глибокий інтелектуальний стимул.
- Творчість і майстерність. Хобі включає не лише ігровий процес, але й створення та розфарбовування мініатюрних фігурок, побудову ландшафтів та декорацій для ігрового столу. Це дає простір для творчості, художнього самовираження та розвитку дрібної моторики.
- Соціальна взаємодія та середовище. Мініатюрні військові ігри часто граються в компанії друзів або в клубах за інтересами. Це створює соціальне середовище, де люди можуть спілкуватися, обмінюватися досвідом, ділитися своїми творчими досягненнями та заводити нових знайомих.
- Історичний інтерес та занурення. Багато мініатюрних військових ігор базуються на реальних історичних подіях, битвах та військових формуваннях. Це дозволяє гравцям глибше зануритися в історію, дізнатися більше про тактику, озброєння та організацію армій минулих епох.
- Розвага. Для багатьох це просто цікавий спосіб провести час, відволіктися від повсякденних турбот і отримати задоволення від ігрового процесу. Відчуття контролю над армією та розігрування епічних битв може бути дуже захоплюючим.
- Колекціонування. Мініатюрні фігурки часто є об'єктом колекціонування. Різноманітність виробників, епох, фракцій та рівнів деталізації робить цей аспект хобі досить привабливим для багатьох людей.

- Ностальгія. Для деяких це хобі може бути пов'язане з ностальгією за дитинством або юністю, коли вони могли грати в подібні ігри з друзями.

### Організації
- Міжнародна федерація військових ігор (International Wargames Federation, IWF) сприяє проведенню історичних змагань з бойових ігор між гравцями або командами з різних країн.
- Ігрове товариство Джонні Реба (Johnny Reb Gaming Society) — провідне міжнародне ігрове товариство, яке займається виключно військовими іграми громадянської війни в США; для членів товариства публікує щоквартальний бюлетень CHARGE!.
- Розробки військових ігор (Wargame Developments, WD) була заснована ігровим дизайнером і автором Педді Гріффітом у 1980 році та є міжнародною групою, яка займається розробкою всіх типів військових ігор. Він видає журнал The Nugget дев'ять разів на рік і щороку в липні проводить 3-денну конференцію COW (The Conference of Wargamers).
- Ігрове товариство історичних мініатюр (Historical Miniatures Gaming Society, HMGS, HMGS, Inc.) — некомерційна, благодійна та освітня організація 501(c)3, метою якої є сприяння вивченню військової історії через мистецтво настільної мініатюрної бойової гри. HMGS щороку проводить кілька найбільших конвенцій з бойових ігор у Сполучених Штатах.
- Інтелектуальні види спорту Південної Африки (Mind Sports South Africa) зачинався як Південноафриканський союз військових ігор у 1984 році. Це була перша організація, яка визнала військові ігри спортом так само, як і шахи. У результаті південноафриканські команди отримали кольори Springbok (1991—1994) і Protea Colors (1995 до сьогодні).
- Асоціація одиночних військових гравців (Solo Wargamers Association, SWA), заснована в 1976 році, підтримує одиночних гравців у всіх галузях військових ігор — історії, наукової фантастики, фентезі, мініатюр, настільних ігор тощо. Видає щоквартальний журнал Lone Warrior.
- Британське товариство історичних ігор (The British Historical Games Society, BHGS) популяризує історичні військові ігри у Великій Британії, періодично влаштовуючи заходи, зокрема турніри.
- Товариство військових ігор (War Gaming Society, WGS) було засновано в травні 1975 року. Асоціація військових ігор Хоакіна Веллі (SJVWGA), заснована в 1972 році Джеком Скрабі, Реєм Джексоном та іншими мініатюрними варгеймерами, є підрозділом Товариства військових ігор.
- Товариство древніх (Society of Ancients), засноване в 1960-х роках, просуває стародавні військові ігри та історичні дослідження через Slingshot, суспільний журнал.
- Товариство гравців Warhammer (Warhammer Player's Society). Присвячується всім версіям Warhammer (фентезі, стародавній і науково-фантастичній).
- Товариство любителів війн двадцятого століття (Society of Twentieth Century Wargamers, SOTCW) охоплює всі періоди з 1900 р. до теперішнього часу [земля, море чи повітря]. Товариство має журнал The Journal, який виходить щоквартально.
- Товариство любителів фентезі та наукової фантастики Wargamers (Society of Fantasy and Science Fiction Wargamers, SFSFW). Для фантастичних військових ігор майбутнього, включаючи ретро-майбутнє. Видавці журналу Ragnarok.
- Товариство морських військових ігор (Naval Wargames Society, NWS) — міжнародне товариство, яке займається розвитком військово-морських ігор і щоквартально видає журнал Battlefleet.

### Автори та дизайнери

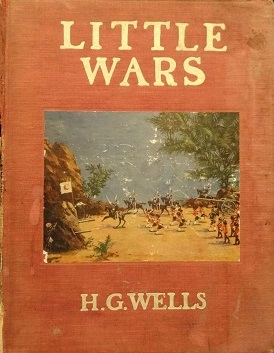
«Маленькі війни», Герберт Веллс (1913).

- Герберт Веллс — відомий як «батько мініатюрних ігор» і автор класики мініатюрних ігор «Маленькі війни».[39]
- Джек Скрабі — «батько сучасної мініатюрної війни»[40], який популяризував сучасну мініатюрну війну та організував чи не першу конвенцію мініатюристів у 1956 році. Джек Скрабі також був виробником військових мініатюр, чиї зусилля призвели до відродження захоплення мініатюрними іграми наприкінці 1950-х років.
- Гері Гайгекс — співавтор Dungeons & Dragons та низки мініатюрних військових ігор.
- Дейв Арнесон — співавтор Dungeons & Dragons.
- МАР Баркер — творець «Текумеля: Імперія пелюсткового трону», професор, лінгвіст і письменник.
- Пітер Кушинг — актор, зірка кіно.
- Герцог Сейфрід — скульптор понад 10 000 мініатюр, один з найперших американських виробників мініатюр: Heritage, Custom Cast, Der Kreigspielers Napoleonic та фантастичних фігурок Fantastiques.
- Брюс Рі Тейлор — розробник правил Firefly, Challenger, Corps Commander та Corps Commander.
- Чарльз Грант — автор і член-засновник британської сцени варгеймінгу в 1960-х роках. Допоміг популяризувати мініатюрні варгейми.
- Дональд Фезерстоун — авторитетний військовий історик,[41] познайомився з хобі в 1955 р.[42] З тих пір він був одним з найбільш плідних авторів на цю тему і дуже вплинув на розвиток хобі.
- Флетчер Претт — письменник-фантаст (часто у співпраці з Лайон Спрег де Кемп) та автор популярного набору правил для військово-морських мініатюрних ігор.
- Волтер («Воллі») Саймон — один із засновників Товариства історичних мініатюрних ігор. Перший президент HMGS та організатор Потомакських варгеймерів, видавець журналу PW Review.
- Девід Вакстел — видавець понад 20 наборів правил та книг-доповнень.
- Джордж Ґаш — відомий за «Посібником з варгеймінгу» (1980), а також за «Правилами Ренесансу WRG».
- Джон Гілл — відомий своєю класичною грою Squad Leader та іншими настільними іграми Avalon Hill, а також автор популярних правил для мініатюр Johnny Reb.
- Френк Чедвік — автор правил Command Decision та Volley & Bayonet, Space: 1889 та Traveller, а також співзасновник Game Designers' Workshop.
- Річард Кларк — засновник TooFatLardies та Reisswitz Press. Автор тринадцяти наборів правил, що отримали безліч нагород, серед яких Chain of Command та Sharp Practice. Видавець понад 30 наборів правил і багаторічний колумніст журналу про військові ігри. Нагороджений орденом Почесного легіону Королівського військово-морського флоту Великої Британії за заслуги у розвитку військово-ігрового хобі.
- Джин МакКой — засновник журналу Wargamers Digest і творець ігрової системи Wargamers Digest WW2 Rules.
- Філ Баркер — засновник Wargames Research Group та винахідник серії ігор De Bellis Antiquitatis.
- Арті Конліфф — розробник правил Armati, Crossfire, Spearhead, Shako та Tactica.
- Боб Джонс — засновник компанії Piquet та розробник серії військових ігор Piquet.
- Філ Данн — засновник Товариства військово-морських ігор та автор ігор Sea Battle Games.
- Тоні Бат — письменник і ветеран військової гри, член-засновник Товариства Древніх, найбільш відомий як суддя однієї з найтриваліших і найвідоміших кампаній у вигаданій країні Гіборія.
- Девід Менлі — автор багатьох збірок військово-морських правил, включаючи Action Stations, Fire When Ready, Iron and Fire, Bulldogs Away і Form Line of Battle, а також численних статей і технічних документів з військово-морських ігор, історії та дизайну військових кораблів.
- Скотт Мінгус — засновник міжнародного ігрового товариства Johnny Reb Gaming Society та один з найвідоміших у світі авторів книг сценаріїв Американської громадянської війни.
- Невілл Дікінсон — один з перших учасників британської сцени варгеймінгу та засновник Miniature Figurines, першої фірми у Великій Британії, яка популяризувала металеві мініатюри.
- Ларрі Бром — розробник «Меча і полум'я», однієї з найпопулярніших військових ігор колоніальної епохи.
- Енді Чемберс — відомий своєю роботою з розробки та редагування правил для Games Workshop Inc. та Mongoose Publishing. Серед відомих ігор, у розробці яких він брав участь, — Warhammer 40,000 та Starship Troopers: The Miniatures Game.
- Брайан Анселл — творець Laserburn, Rules without Name, співавтор Warhammer, автор Warhammer 40,000 та багатьох інших ігор. Асоціюється насамперед з Games Workshop та Citadel Miniatures, а також Asgard Miniatures.
- Рік Прістлі — співтворець/співавтор Warhammer, автор Warhammer 40,000 та багатьох інших ігор. Асоціюється в першу чергу з Games Workshop та Citadel, але більш ранні роботи включали співавторство у створенні фундаментальної фентезійної військової гри «Жнець» (Reaper).
- Педді Гріффіт — військовий історик і засновник Wargame Developments, він розробив і провів перші мегаігри, а також багато експериментальних військових ігор, які були покликані дати військовим історикам більше розуміння того, як насправді відбувалися битви і кампанії. Багато з його військових ігор ставили перед гравцями етичні та моральні дилеми і кидали виклик ортодоксальному мисленню.
- Алессіо Каваторе — автор багатьох популярних наборів правил. Відомий своєю роботою з Games Workshop, Mantic та Warlord.
- Лоренцо Джусті — один з найпопулярніших скульпторів фентезі-футболу, автор понад 800 фігурок і моделей для цих ігор, засновник і власник компанії Greebo Games.
- Енді Каллан — випустив багато наборів правил військових ігор протягом декількох десятиліть, включаючи Never Mind the Billhooks, опубліковані журналом Wargames Illustrated.[43][44][45][46]

## Подальше читання
- David Nicolle & Stuart Asquith, Crécy 1346: Triumph of the longbow, Osprey Publishing Paperback; June 25, 2000; ISBN 978-1-85532-966-9
- Sadler, John (2006). Flodden 1513: Scotland's greatest defeat (Campaign 168). Osprey Publishing. ISBN 978-1-84176-959-2.
- Schuurman, Paul (2017). Models of war 1770–1830: the birth of wargames and the trade-off between realism and simplicity. History of European Ideas. 43 (5): 442—455. doi:10.1080/01916599.2017.1366928. {{cite journal}}: |hdl-access= вимагає |hdl= (довідка)
- Tresca, Michael J. (2010). The Evolution of Fantasy Role-Playing Games. McFarland. ISBN 9780786460090.